# Sherman Adams
 (janvier 2018).
Si vous disposez d'ouvrages ou d'articles de référence ou si vous connaissez des sites web de qualité traitant du thème abordé ici, merci de compléter l'article en donnant les références utiles à sa vérifiabilité et en les liant à la section « Notes et références ».
Pour les articles homonymes, voir Adams.
Llewelyn Sherman Adams, né à East Dover (comté de Windham, Vermont) le 8 janvier 1899 et mort à Hanover (New Hampshire) le 27 octobre 1986, est un homme politique américain, connu pour avoir été le chef d'État-Major du président Dwight D. Eisenhower, point culminant d'une carrière politique d'une durée de 18 ans, lors de laquelle il a également été gouverneur du New Hampshire. Il est forcé de démissionner de son poste à la Maison-Blanche à cause d'un scandale qui a éclaté à propos d'un manteau de fourrure de vigogne.

## Biographie
Né à East Dover, dans le Vermont, de l'épicier Clyde H. Adams et de Winnie Marion Sherman, Adams a fait ses études dans les écoles publiques de Providence, dans le Rhode Island, et a été diplômé de la Hope High School. Il a obtenu un diplôme de premier cycle au Dartmouth College (1920), après avoir pris un bref congé pour s'engager pendant six mois dans le corps des Marines des États-Unis pendant la Première Guerre mondiale.
À Dartmouth, Adams a participé à la création de Cabin and Trail, l'influent club de randonnée de Dartmouth, et a été membre du chapitre Alpha du New Hampshire de la fraternité Sigma Alpha Epsilon. Il s'est ensuite lancé dans le commerce du bois, d'abord à Healdville, dans le Vermont (1921), puis dans une entreprise combinant le bois et le papier à Lincoln, dans le New Hampshire. Il a également travaillé dans le secteur bancaire.

### Débuts politiques
Adams s'est lancé dans la politique au New Hampshire en tant que législateur républicain (1941-44 ; président de la Chambre, 1944). Il a siégé à la Chambre des représentants des États-Unis (1945-47) et a tenté en vain d'obtenir l'investiture républicaine pour le poste de gouverneur dans le New Hampshire en 1946. Il perd face au sortant Charles M. Dale. Adams remporte le poste de gouverneur deux ans plus tard, en 1948.

#### Gouverneur du New Hampshire
Lorsque Adams a pris ses fonctions de gouverneur, le New Hampshire souffrait de la récession d'après-guerre. Il a appelé à la frugalité et à l'économie dans les dépenses personnelles et dans celles de l'État. Les retraités représentaient (et représentent toujours) une part importante de la population du New Hampshire ; Adams a demandé une augmentation de l'aide de l'État aux personnes âgées, ainsi qu'une législation qui permettrait aux personnes âgées de l'État de bénéficier de l'assurance fédérale vieillesse et survivants. En 1950, il a formé un comité de réorganisation chargé de recommander des changements dans le fonctionnement de l'État, et il a demandé à la législature d'agir en fonction de ces recommandations. C'est sous son mandat de gouverneur que la loi du New Hampshire sur le droit au travail (qui empêchait d'obliger les gens à adhérer à un syndicat) a été abrogée.
L'accent du New Hampshire et les appels à la frugalité d'Adams ont fait de lui une véritable tête d'affiche des valeurs républicaines de l'époque en matière d'équilibre budgétaire. Il a été président de la Conférence des gouverneurs des États-Unis (1951-52).

#### Campagne de 1952
Adams a pris en charge la campagne d'Eisenhower lors des primaires du New Hampshire, remportant tous les délégués à la convention nationale. Il a fait campagne pour Eisenhower dans tout le pays, a été le chef de file d'Eisenhower à la convention contre le sénateur Robert A. Taft, et a impressionné Eisenhower par son travail acharné, sa maîtrise des détails et son habileté dans les manœuvres politiques. Il devient directeur de la campagne présidentielle de 1952, où il est toujours aux côtés d'Eisenhower. Il était le choix évident pour le poste de chef de cabinet de la Maison Blanche et fut la première personne à occuper ce poste à porter le titre explicite de « chef de cabinet », qu'Eisenhower avait copié sur la pratique militaire.

#### Chef de cabinet de la Maison Blanche
Eisenhower a adopté le modèle militaire, qui souligne l'importance du chef d'état-major dans la gestion de la paperasserie et des décisions préliminaires. À de rares exceptions près, toute personne s'entretenant avec Eisenhower devait obtenir l'accord préalable d'Adams. Adams prenait son rôle de chef de cabinet très au sérieux ; à l'exception des membres du Cabinet et de certains conseillers du NSC, toutes les demandes d'accès à Eisenhower devaient passer par son bureau. Cela a aliéné les leaders traditionnels du parti républicain.
Adams est l'un des hommes les plus puissants de Washington pendant les six années où il occupe le poste de chef de cabinet. En raison de la structure très formelle du personnel d'Eisenhower, beaucoup pensaient qu'il avait un contrôle virtuel sur les opérations du personnel de la Maison Blanche et sur la politique intérieure (un article de 1956 dans Time intitulé « OK, S.A. » a renforcé cette perception). L'ampleur des conflits internes entre des personnalités au caractère bien trempé a été décrite dans ses mémoires de 1961, intitulées First Hand Report (Rapport de première main). Parmi les conflits les plus vifs au sein de l'administration Eisenhower figurait la meilleure méthode pour gérer les personnalités flamboyantes telles que le sénateur américain Joseph McCarthy, qu'Adams et Eisenhower ont décidé de torpiller lorsque McCarthy a commencé à s'attaquer à l'armée américaine. Adams a souvent été l'intermédiaire de ces controverses. Adams était prêt à faire les commentaires partisans dont Eisenhower se tenait à l'écart, ce qui faisait d'Adams la principale cible des démocrates. Adams se rangeait généralement du côté de l'aile libérale du parti républicain, en opposition à l'aile conservatrice de Taft et de Barry Goldwater.
Eisenhower s'en remettait souvent à lui pour l'évaluation des candidats à des postes de haut niveau. Adams s'occupait d'une grande partie du favoritisme et des nominations qu'Eisenhower trouvait ennuyeuses et était également chargé de licencier des personnes lorsqu'il le jugeait nécessaire.
Le critique de cinéma Michael Medved a écrit un livre sur les assistants présidentiels intitulé The Shadow Presidents, dans lequel il affirme qu'Adams était probablement le chef de cabinet le plus puissant de l'histoire. Il a raconté une blague qui circulait à Washington dans les années 1950. Deux démocrates discutaient et l'un d'eux a dit : « Ne serait-il pas terrible qu'Eisenhower meure et que Nixon devienne président ? ». L'autre a répondu : « Ne serait-il pas terrible que Sherman Adams meure et qu'Eisenhower devienne président ? »
Il avait la réputation d'être négatif, approuvant de nombreuses soumissions par un simple « non ». C'est ce qui lui a valu d'être surnommé « l'abominable non ».

### Scandale
Adams a été contraint de démissionner en 1958, lorsqu'une sous-commission de la Chambre des représentants a révélé qu'il avait accepté un pardessus en vigogne et un tapis d'Orient de Bernard Goldfine, un fabricant de textiles de Boston qui faisait l'objet d'une enquête pour violation des règles de la Commission fédérale du commerce (Federal Trade Commission). Goldfine, qui avait des relations d'affaires avec le gouvernement fédéral, a été cité pour outrage au Congrès lorsqu'il a refusé de répondre aux questions concernant ses relations avec Adams. L'histoire a été rapportée pour la première fois au public par le journaliste Jack Anderson.
Le vice-président Richard Nixon a déclaré qu'on lui avait confié la lourde responsabilité de dire à Adams qu'il devait démissionner. Il regrette cette nécessité, car la carrière politique d'Adams a pris fin et il est parti « gérer un chalet de ski » sans aucun résultat judiciaire. Dans les entretiens avec Nixon, ce dernier a fait valoir qu'il n'était pas en mesure de licencier les membres du personnel de la Maison Blanche impliqués dans le scandale du Watergate, tout comme le président Eisenhower n'avait pas pu licencier directement Adams. Cependant, selon l'article du Time du 29 septembre 1958 sur Adams, c'est en fait Meade Alcorn, et non Nixon, qui a pris la décision de licencier Adams.

## La vie post-politique
Adams retourne à Lincoln, dans le New Hampshire, où il entame la construction de Loon Mountain, aujourd'hui l'une des plus grandes stations de ski de Nouvelle-Angleterre. Il était également membre de la Société des guerres coloniales et des Fils de la Révolution américaine.
Adams est décédé en 1986. Sa dépouille est enterrée au cimetière de Riverside, également à Lincoln.

## Famille
Adams a épousé Rachel Leona White en 1923. Ils ont eu un fils, Samuel, et trois filles, Jean, Sarah et Marion.